# Gebandeerde rolklavermineermot
De gebandeerde rolklavermineermot (Trifurcula eurema) is een vlinder uit de familie dwergmineermotten (Nepticulidae). De wetenschappelijke naam is voor het eerst geldig gepubliceerd in 1899 door Tutt.
De soort komt voor in Europa.